# 雷丁 (麻薩諸塞州)
雷丁（英語：Reading）是一個位於美國麻薩諸塞州米德爾塞克斯縣的鎮。

## 人口
根據2020年美國人口普查的數據，雷丁的面積為25.70平方千米，當中陸地面積為25.70平方千米，而水域面積為0.00平方千米。當地共有人口25518人，而人口密度為每平方千米993人。